# Udo Gümpel
Udo Gümpel (Amburgo, 1954) è un giornalista e autore televisivo tedesco.

## Biografia
Laureato in Fisica delle Particelle Elementari, Udo Gümpel si trasferisce in Italia nel 1985 ed è giornalista professionista dal 1988.
All'inizio della sua carriera, ha lavorato per i network televisivi WDR, RBB e NDR e come corrispondente per un breve periodo in Brasile.
Dal 1997 è corrispondente dall'Italia per N-tv e dal 2009 per l'intero gruppo della TV tedesca RTL.
È autore di diversi documentari per ARTE e ARD ed è giornalista investigativo per i programmi televisivi Kontraste e Monitor.
Ha una figlia, l'attrice Anna Gümpel, nata dal matrimonio con la conduttrice radiofonica, antropologa e fotografa Patrizia Giancotti.

## Opere
- 2009 - Ferruccio Pinotti e Ugo Gümpel, L’Unto del Signore, BUR Rizzoli, ISBN 9788817028615
- 2007 - Udo Gümpel, Die Sekte der Sodomiter: Roman, Schardt Verlag, ISBN 9783898413442
- 2007 - Udo Gümpel, Die Toten in der Lübecker Bucht: Ostsee-Krimi, Schardt Verlag, ISBN 9783898413329
- 2006 - Ferruccio Pinotti e Ugo Gümpel, Berlusconi Zampano -: Die Karriere eines genialen Trickspielers, Riemann Verlag, ISBN 9783570500712
- 2003 - Heribert Blondiau e Ugo Gümpel, El Vaticano santifica los medios : el asesinato del banquero de Dios, Ellago Ediciones, ISBN 9788495881229
- 1989 - Udo Gümpel e Collectifs Gallimard Loisirs, Le Grande Guide de Rome, Gallim Loisirs, ISBN 9782070716371